# Saint-Loup (Marne)
Saint-Loup település Franciaországban, Marne megyében. Lakosainak száma 75 fő (2022. január 1.). Saint-Loup Allemant, Linthelles, Linthes és Péas községekkel határos.

## Népesség
A település népessége az elmúlt években az alábbi módon változott:
| Lakosok száma | 77   | 78   | 77   | 72   | 79   | 83   | 87   | 78   | 74   | 75   |
|               | 1968 | 1982 | 1990 | 2006 | 2013 | 2015 | 2017 | 2019 | 2020 | 2022 |